# Plástico biodegradable

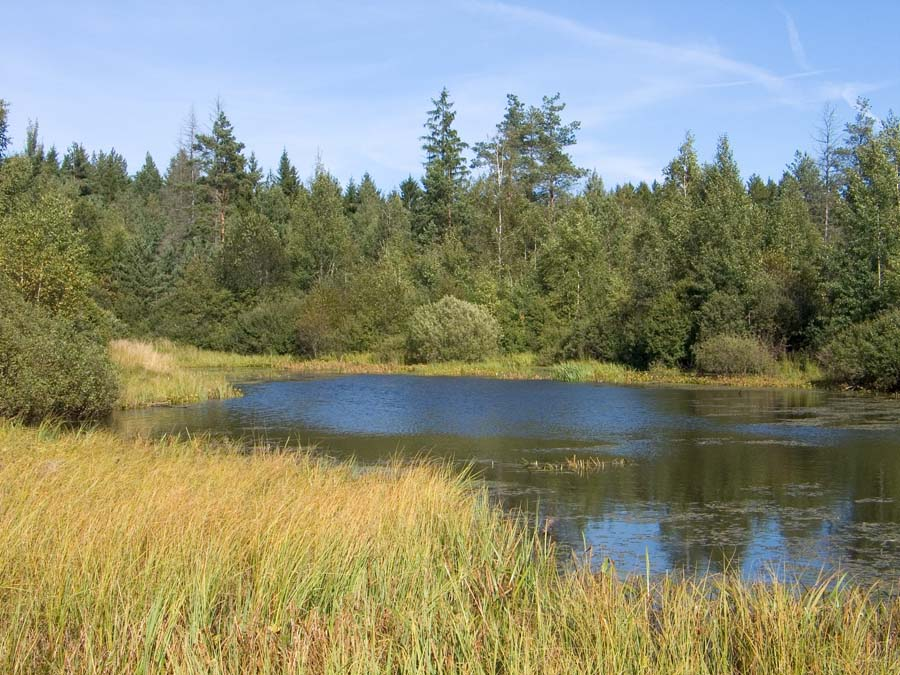
Ambiente natural.

El plástico biodegradable está diseñado para que los organismos vivos, lo utilicen como fuente de carbono y por lo tanto consumiendo el material plástico.  
Algunos plásticos son biobasados, es decir, fabricados con materias primas orgánicas que proceden de fuentes renovables, como el plátano, la yuca, la celulosa, las legumbres que contienen grandes cantidades de ácido láctico, los polisacáridos, polilactonas, polilactidos, el aceite de soja y la fécula de patata. Al final de su vida útil, pueden ser biodegradados por acción de microorganismos aerobios, prácticamente solo en compostas grandes o industriales en las que se alcanzan y mantienen elevadas temperaturas y tienen suficiente oxigenación. No todos los plásticos biobasados son biodegradables en corto tiempo; hay algunas tecnologías que a partir de un residuo vegetal producen un polímero con las mismas propiedades que un plástico de origen fósil que fue diseñado para mantener buenas propiedades mecánicas y no degradarse en corto tiempo. Debido a sus pocas propiedades mecánicas los plásticos biobasados son imposibles de reciclar.  
Existen aditivos de nueva generación, con tecnología enzimática anaerobia, que permiten que un plástico convencional o biobasado, cuando termina su vida útil, sea desechado en un tiradero de basura o relleno sanitario, y por acción de microorganismos anaerobios presentes naturalmente en estos sitios comenzará la biodegradación acelerada de estos materiales plásticos. Estos aditivos tienen la ventaja de permitir que el plástico se recicle, ya que no afectan sus propiedades originales y a diferencia de tecnologías como los aditivos degradables por oxidación, exposición a la luz o al calor que en condiciones ambientales, comienzan a fragmentarse perdiendo propiedades, generando microplasticos e imposibilitan su reciclaje, ya que el mecanismo de biodegradación sigue rutas biológicas y no físicas. 
Los polímeros sintéticos provenientes de fuentes fósiles como el petróleo y carbón son utilizados a diario en empaques para la comercialización de productos que satisfacen las necesidades de los seres humanos ya que por su estructura molecular, son resistentes y duraderos lo que les ha permitido ser utilizados en multipleas aplicación ya que son ligeros, tienen buena resistencia, se pueden procesar de múltiples formas, etc.  
En la actualidad resultaría difícil prescindir de los plásticos, no solo por su utilidad sino también por la importancia económica que tienen estos materiales. Esto se refleja en los índices de crecimiento de esta industria que, desde principios del siglo pasado, supera a casi todas las demás actividades industriales y grupos de materiales. Los plásticos son baratos y parecen durar indefinidamente. Están presentes en los productos envasados, en el transporte, en los edificios, en el equipamiento deportivo y en la tecnología médica, entre otras áreas. 
Los plásticos son sustancias orgánicas que se obtienen mediante reacciones químicas entre diferentes materias primas de origen sintético o natural y que pueden ser moldeados o procesados en una gran variedad de formas, aplicando calor y presión. En la actualidad se producen más de 700 tipos de plásticos, entre ellos, poliestireno, nylon, poliuretano, policloruro de vinilo (PVC), baquelita, siliconas, resinas epoxi, y poliamidas. Se dice que son polímeros (del latín “poli  = muchas” y “meros = partes”) porque están formados por largas cadenas de moléculas (monómeros) unidas entre sí que contienen en su estructura principalmente carbono e hidrógeno. Los polímeros pueden ser naturales o sintéticos.

## Fabricación mediante almidón
Para fabricar plásticos biodegradables se utiliza, principalmente, como materia prima el almidón, un polímero natural obtenido del maíz, del trigo o de la patata. Dentro de estas fuentes la que mejor resultados está dando es el almidón de patata, ya que aparte de ser un recurso renovable e inagotable, presenta ciclos de vida cortos y cerrados con altos rendimientos de cultivo por hectárea, bajos consumos de agua, impulsa el desarrollo del sector agrícola y potencia el cultivo de extensiones en vía de abandono. La producción del plástico biodegradable empieza con el almidón que se extrae del maíz, luego los microorganismos lo transforman en una molécula más pequeña de ácido láctico que sirve como base para la elaboración de cadenas poliméricas de ácido poliláctido (PLA). El entrecruzamiento de cadenas de PLA da lugar a la lámina de plástico biodegradable que sirve de base para la elaboración de numerosos productos plásticos no contaminantes. Los plásticos biodegradables producidos a partir de almidón pueden inyectarse, extruirse y termoformarse, de igual forma que los plásticos convencionales derivados del petróleo y los productos obtenidos presentan las mismas propiedades características físico-químicas.

## Propiedades

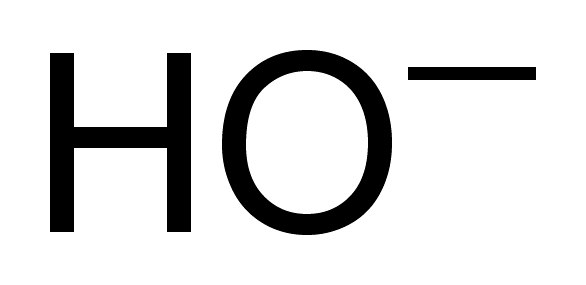
Anión hidróxido.

En el almidón está presente la hidrofilicidad, la cual se forma por gran cantidad de grupos hidroxilo logrando así disminuir la absorción del agua pero esta disminución conlleva a un efecto negativo en la superficie de los productos plásticos biodegradables, por esta razón se han efectuado múltiples investigaciones en la modificación del almidón natural por medio de reacciones químicas que transforman los grupos hidroxilo ya sea asociándolos con otros polímeros menos hidrofílicos o cambiando los productos finales mediante vía física por métodos de bloqueo como recubrimientos superficiales. 
La modificación superficial de los productos procedentes de almidón permite una disminución de la hidrofilicidad sin afectar apreciablemente las propiedades del material, diseñando tratamientos que no generen grandes cambios en el producto y llegar a reducir los costos en su producción.

## Reciclaje de envases plásticos

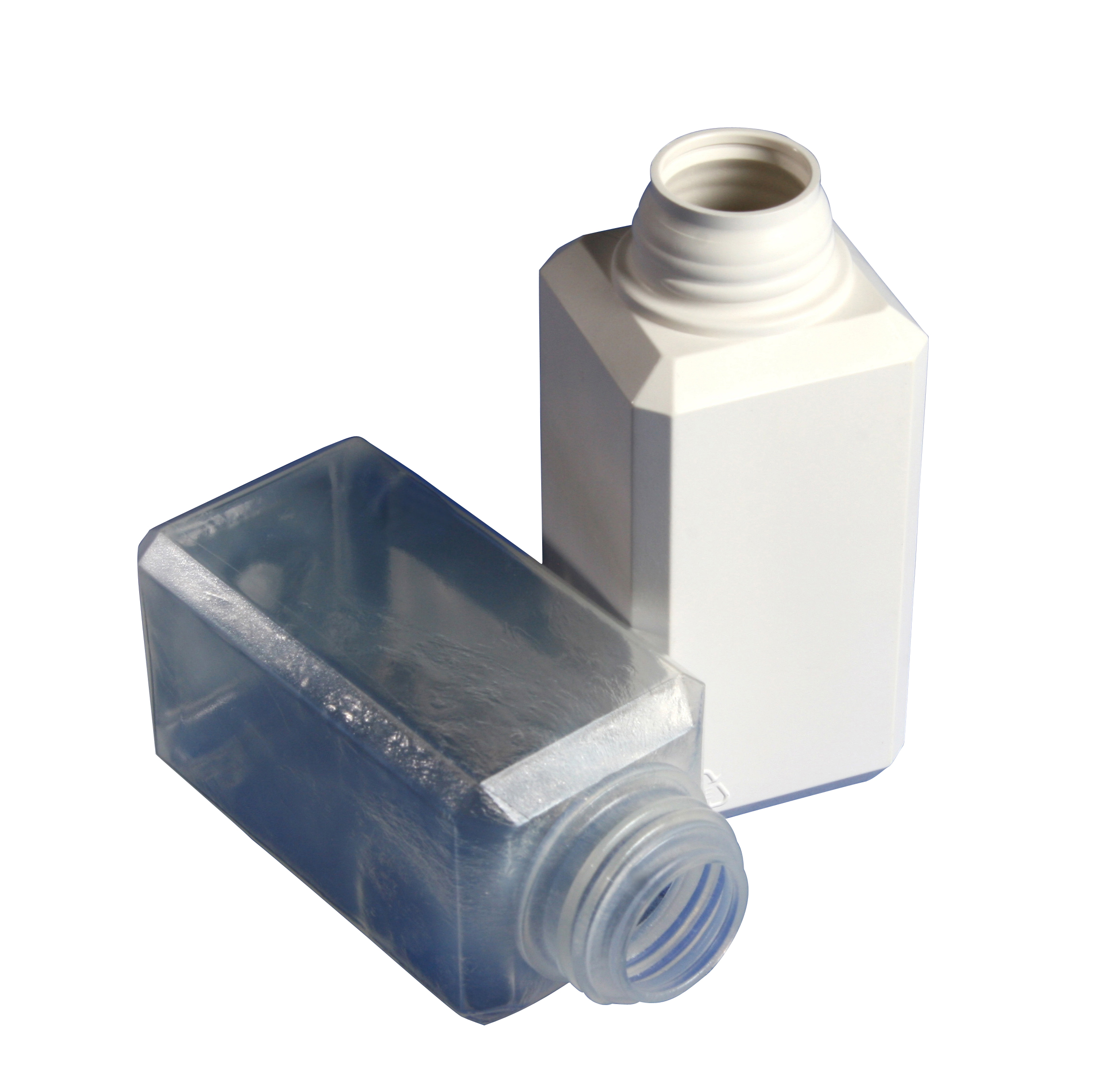
Botellas hechas de acetato de celulosa biogradable

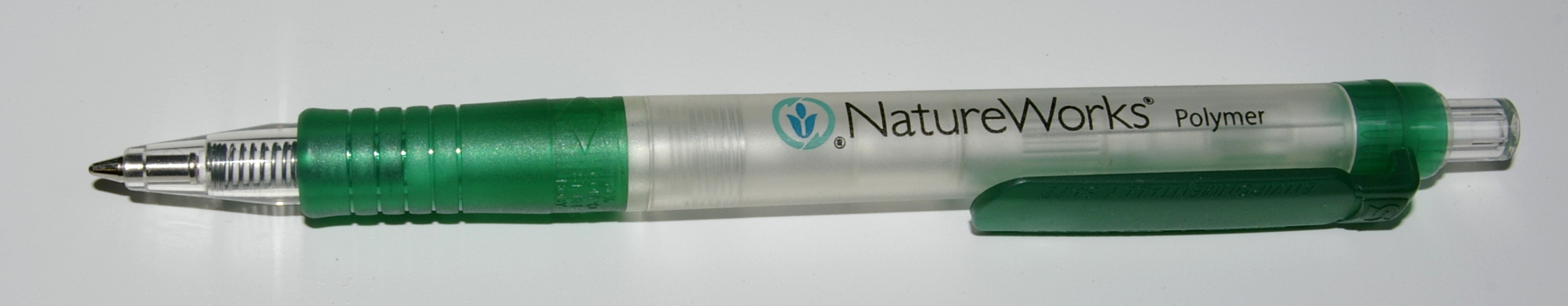
Una pluma hecha con bioplasticos (Polilactida, PLA)

Los procesos de reciclaje en las industrias tienen un regulamiento de los materiales para garantizar la buena calidad de los productos reutilizados debido a que estos van a estar en contacto directo con el ser humano en los empaques de alimentos, en la medicina, vasos de PLA (ácido Poliláctico), cubiertos, bolsas, etc. El plástico constituye items importantes a considerar en el programa de reciclaje, se inicia un manejo de residuos de manera integral que incluye la reutilización, el reciclaje, y el compostaje que se traduce en beneficios sociales y económicos. 
El Instituto de Botellas plásticas de la Industria de los Plásticos de los Estados Unidos (SPI) en el año 1988 reguló estrategias para integrar un proyecto que beneficia a empresas recicladoras en la clasificación de los plásticos dependiendo del tipo de resina con que están fabricadas. 
- El reciclado comienza por la clasificación y separación de las resinas

- Los plásticos termoplásticos se reciclan de una manera mecánica donde se incluyen procesos como lavado, trituración, pelletizado y extrusión.

- Los plásticos termoestables se reciclan por métodos químicos donde su estructura molecular se convierte de polímeros a monómeros

- La mezcla de plásticos sin PVC se puede llevar a cabo mediante la trituracion de desperdicios, compactar el material realizando una homogeneización, extrusión, enfriamiento total del producto y separación de la pieza moldeada

## Polihidroxialcanoatos (PHA)
El polihidroxialcanoato es un biopoliéster sintetizado intracelularmente por algunos microorganismos como reserva de carbono y energía que, una vez extraídos de la célula, presentan propiedades físicas similares a plásticos derivados del petróleo. A partir de la década de 1980 han sido estudiados intensivamente y actualmente siguen siendo un tema de investigación importante, sobre todo como sustitutos de los plásticos de origen petroquímico, ya que los PHA son completamente biodegradables y se producen a partir de fuentes de carbono renovables. También tienen una aplicación importante como materiales biocompatibles en el área biomédica y farmacéutica.
Este bioplastico tiene un uso versátil en la industria debido a que ayuda a mantener un desarrollo sostenible del ecosistema si se desecha correctamente en contenedores donde se biodegradara de forma natural.

## Protección ambiental
Los materiales biodegradables aportan el beneficio de descomposición en un periodo de tiempo corto mediante la gestión de microorganismos que conllevan a la desaparición total del desecho. Las bacterias han desarrollado la capacidad de degradar los plásticos. Esto ya ha sucedido con el nylon: dos tipos de bacterias que comen el nylon , flavobacterias y Pseudomonas, y es posible que en el futuro, algunos grupos de microorganismos evolucionen sus rutas metabólicas para utilizar al plástico como sustrato. 
El exceso de plásticos en el ambiente se generan debido a que están compuestos de estructuras resistentes a la degradación provocando que el bienestar del hombre este en peligro. Las industrias han creado estrategias de la fabricación de materiales livianos con una degradación natural, un diseño que permita ser utilizado para varias funciones y extender las innovaciones tecnológicas para proveer plásticos versátiles con un menor gasto económico en su producción. El reciclaje se concibe como un proceso de fuente renovable que ayuda a obtener compuestos de los plásticos que han sido elaborados con materiales naturales para volverlos a reutilizar, garantizando condiciones apropiadas de higiene, seguridad, no oxidación, resistencia, maleabilidad, impermeabilidad, ductilidad  etc.